# Tyranneau jaune-vert
Phylloscartes flavovirens
Espèce
Statut de conservation UICN

 LC  : Préoccupation mineure
Le Tyranneau jaune-vert (Phylloscartes flavovirens), aussi appelé Tyranneau de Panama ou Tyranneau du Panama, est une espèce de passereau de la famille des Tyrannidae,.

## Distribution
Cet oiseau vit dans les plaines du Panama, du côté de l'océan Pacifique (de la région du canal de Panama à l'est de la province de Darién),,.

## Systématique
Cette espèce est monotypique selon la classification de référence du Congrès ornithologique international (version 9.1, 2019).